# The Adventures of T-Rex
The Adventures of T-Rex (titulado Tiranosaurius Rex en España y Las aventuras de la Tropa Rex en Latinoamérica) es una serie nipoestadounidense animada emitida entre 1992 a 1993. 

## Argumento
El argumento se centra en cinco hermanos tirannosaurus rex que se dedican al mundo del espectáculo como cantantes de vodevil en el "Club Dragón" (Dragon Co.), propiedad de Myrna, mientras por otro lado combaten el crimen en secreto como los "T-Rex".
Cada personaje nació con un poder diferente relacionado con cualquier parte de su anatomía que les ayuda a combatir los delitos del "Gran Jefe", líder de una pandilla de crimen organizado conocida como "la Corporación" y que operan desde un edificio conocido como "la Plantación" (Plantation)

## Personajes

### T-Rex
- Bugsy: Caracterizado por utilizar el color púrpura en sus atuendos, es el que se muestra en la parte central del grupo y casi siempre asume el rol de líder. Su piel es verde oscura y su habilidad es la telekinesis a través de sus ojos, lo que le da la ventaja en caso de verse reducido por el enemigo.
- Bruno: Caracterizado por utilizar el color rosado en sus atuendos, siempre se muestra a la derecha de Bugsy. Su piel es marrón y posee superfuerza en sus brazos, lo que le permite destruir armas como si fuesen de juguete. En una oportunidad y aprovechando su habilidad, fue inscripto en un torneo de boxeo.
- Bernie: Caracterizado por utilizar el color azul en sus atuendos, siempre se muestra a la izquierda de Bugsy. Su piel es amarilla y posee superfuerza en los pies, lo que le permite derribar paredes y portones blindados.
- Bubba: Caracterizado por utilizar el color verde en sus atuendos, siempre se muestra en el extremo a la derecha de Bruno. Su piel es ambarina y su habilidad es su capacidad de atacar y defenderse con su cola, teniendo a su vez gran desenvolvimiento para poder utilizarla.
- Buck: Caracterizado por utilizar el color amarillo en sus atuendos, siempre se muestra en el extremo opuesto a Bubba, a la derecha de Bernie. Su piel es gris clara y posee mandíbulas superdesarrolladas, que le permiten romper objetos por más duros que fuesen.

### Aliados
- Vissell: Apodado secretamente como "Cejotas", es el jefe de los cinco hermanos. Viste un traje militar de color azul y utiliza una prótesis de madera en su pierna izquierda, similar a una prótesis de pirata. En una oportunidad, Bruno, Bernie y Buck se lo llevan para que combata con ellos en la ciudad, debido a que Bugsy, Bubba y Edison estaban secuestrados en la selva. Al ser revestido, la máquina de transformación lo viste con la armadura púrpura de Bugsy.
- Dr. Edison: Es un científico aliado de la Tropa Rex y responsable de la creación del principal equipamiento del grupo (armaduras, disparadores, movilidad, etc.) Su rol dentro del equipo, es todo un guiño al rol de Alfred Pennyworth en las aventuras de Batman. Su cabeza está basada en el Pteranodon, siendo el único rasgo que lo conecta con esa especie.
- Myrna: La propietaria del Club Dragón, es quien se encarga de sostener la fachada que cubre la identidad de los Cinco Hermanos, como la Tropa Rex. A su vez, debe soportar el asedio de sus principales competidores en la noche del espectáculo, "La Plantación".
- Ginger: Es la hermana menor de los Cinco Hermanos, pero con la particularidad de no ser una T-Rex como ellos. Amiga inseparable de Myrna, sueña con tener su posibilidad de actuar como sus hermanos, sin embargo, su voz desafinada es su principal obstáculo hacia su objetivo.

### Villanos
- Gran Jefe: Es el villano principal, líder de La Corporación y el crimen organizado de Reptilandia. Es un ser con apariencia de dragón de cabeza y orejas grandes. Viste un saco marrón y unos pantalones ceñidos hasta el cuello por un cinturón, a la vez de utilizar accesorios como unas gafas gigantes y un pendiente en la oreja derecha, con forma de esfera con púas. Dirige todo desde su edificio-club, llamado La Plantación. Vive lidiando con la persecución de la Tropa Rex, la incompetencia de sus subordinados y con su irritable sobrino, el Pequeño Jefe. Un gag recurrente es su enojo cada vez que Pequeño Jefe lo llama "G.J."
- Pequeño Jefe: Una versión en miniatura del Gran Jefe, es el sobrino de este último ya que es hijo de su hermana. Molesto e irritable, siempre se lo ve sentado sobre el escritorio del Gran Jefe, repitiendo lo que este dice, cada vez que regaña a sus secuaces. Al mismo tiempo, vive llamando G.J. a su tío, cosa que lo irrita sobremanera, aunque rara vez lo llama directamente "tío". Aparentemente se encuentra allí, como consecuencia de un pedido hecho por su madre al Gran Jefe. Utiliza gafas similares a las de Gran Jefe, pero viste de saco, pantalón, camisa y corbata.
- Shooter: De la pandilla de La Corporación, aparentemente es el más competente de los villanos. Es el consejero y mano derecha de Gran Jefe y quien planifica gran parte de los planes. Sin embargo y en consonancia o por consecuencia de la incompetencia de sus secuaces, siempre falla en todo. Su apariencia es la de un Pteranodon de dos cuernos rectos en su cabeza, viste saco y pantalón violetas y utiliza unos pequeños anteojos.
- Flo: Una de las mujeres de "La Corporación", es la contrapartida de Myrna. Es experta en engaño y aparentemente, con un poco más de inteligencia que el resto del grupo. Pese a que también falla en sus planes, rara vez recibe una reprimenda de Gran Jefe. Su piel es de color celeste y casi siempre utiliza vestidos largos.
- Cuddles: Con mucha fuerza y poco cerebro, es el fortachón de La Corporación. Debido a su fuerza y sus características espinas en su frente, su reacción es siempre atacar de frente destruyendo todo, sin embargo su limitada inteligencia no le permite pensar otras formas de ataque, por lo que es fácilmente neutralizado. Viste una remera azul, saco y pantalón violetas con un cinturón negro.
- Axe: Otro miembro de "La Corporación", es el experto en armas del grupo y siempre está equipado con su hacha como arma predilecta (de allí el origen de su apodo, ya que en inglés, axe es la traducción de hacha). Es de color anaranjado y viste un conjunto deportivo color verde.
- Maim: El interés amoroso de Gran Jefe, es la típica diva de la noche con personalidad inocente, que "aparentemente" desconoce las actividades delictivas de su amado. Le encanta presumir las joyas que G.J. le regala, desconociendo el origen de las mismas. Es también una gran artista y es la contraparte de Ginger, aunque nunca existen conflictos entre ellas. Por otra parte, congenia mucho con Flo, de la misma forma que Ginger lo hace con Myrna. Su piel es de tono turquesa, similar al de Ginger y sus vestidos rememoran a las divas de los años 1960.

## Reparto
- Ian James Corlett ... (Bugsy / Waldo Winch)
- Scott McNeil ... (Bubba / Adder)
- Robert O. Smith ... (Bernie / Cuddles / Dr. Death)
- Michael Beattie ... (Buck / Delaney)
- Gary Chalk .... (Bruno / Madder / Mayor Maynot)

- Kathleen Barr ... (Flo / Myrna / Black Widow)
- Venus Terzo ... (Ginger / Maim)
- Michael Donovan ... (Professor Edison / Shooter / Big Dinosaur)
- Dale Wilson ... (Jefazo /Gran Jefe / Bissell)
- Phil Hayes ... (Jefecito / Pequeño Jefe / Axe)
- Jennifer Copping
- Brian Dobson
- Janyse Jaud
- Alessandro Juliani
- Annabel Kershaw
- Michael Dobson

## Producción
La serie está producida por la productora estadounidense DiC y la japonesa Kitty Films, conocida internacionalmente por sus series de anime.